# 盧儀歐
盧儀歐（1911年—1937年10月），字次韓，別號慕廬。河南省滑縣人。他為抗日戰爭期間陣亡的中國軍方高級將領之一。名列2015年8月24日中华人民共和国民政部公布的“第二批在抗日战争中顽强奋战、为国捐躯的600名著名抗日英烈和英雄群体名录”。

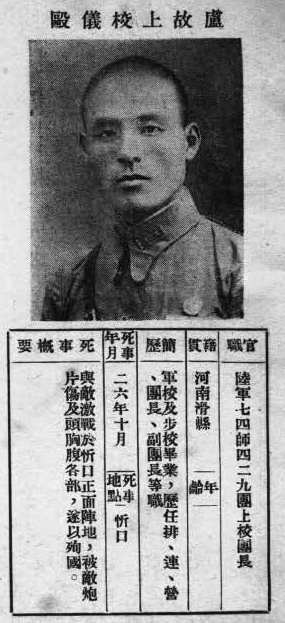
《抗戰軍人忠烈錄》（第一輯）中的盧儀歐烈士遺像

## 生平[1]
河南省國立東南大學、中央軍校畢業。任陸軍第七十師第四二九團上校團長。忻口會戰中日軍血戰三日，全身負傷而陣亡。
卢仪欧1911年出生在滑县城内一个世代书香之家。幼年即十分仰慕岳飞，立下报国的大志。祖父卢以洽，父亲卢寿彤，均为清末拔贡、当地知名人士。其父于1915年大学毕业后，曾长期在河南各地中学和专门学校任教。1924年，卢仪欧随父就读于省立沁阳市第十三中学。1927年考入金陵军官学校。次年，随校迁往山东。不久，转赶沈阳，任东北讲武堂少校队副。1931年“九·一八”事变时，卢仪欧目睹日本军队疯狂的侵略行径，义愤填膺，深感亡国之痛，每谈及此事，总是声泪俱下。1933年，被保送南京步兵专门学校第一期深造，学习成绩名列前茅。翌年毕业后，分到晋绥军第七十师所部任职，驻防于绥远包头。
1936年5月，蒙古族德王公开投日，成立“伪蒙古军政府”。11月，日伪军以大量兵力向绥东发起进攻。傅作义调遣部队进行了红格尔图之役，大获全胜。接着，又取得收复百灵庙之大捷。卢仪欧参加了这两次战斗，在对伪军王英部作战中，曾受到上级的嘉奖。
1937年抗日战争爆发后，卢仪欧所在的都队驻守于雁门关。10月初，华北日军自代县大举南犯，旨在攻占太原。时任二一五旅四二九团上校团长的卢仪欧所在的十九军，在晋北崞县阻击日军。10月中旬，卢团坚守忻口以北界河铺一带阵地。因战况惨烈有时终日不得饮食，然卢仪欧仍精神旺盛，率部苦战，多次击退日军的猛烈进攻，毙伤敌人甚众，卢团亦伤亡过半。
10月27日，卢仪欧奉命率已剩少数兵力的余部攻取正面敌人占领的一处高地。他身先士卒，冒着硝烟弹雨冲向敌阵，与敌人展开搏斗。激战中，卢仪欧不幸身中数弹而陣亡，时年26岁，临终时仍口呼杀敌不止。其所部官兵奋战不退，大部殉国，生还者仅十余人。
20多年后，当时担任忻口前线中路兵团总指挥兼六十一军军长的陈长捷，在《忻口战役追记》一文中写道：“十九军的两个团，经几日的剧战消耗，伤亡十分惨重，被敌冲垮下来，团长卢仪欧阵亡。”卢仪欧的英名将与忻口抗战一同永载史册。